# جيرير حداد
جيريير حداد كان مهندس كمبيوتر أمريكي من أصل سوري، قام بتطوير و تصميم IBM 702 وهو أول جهاز حاسوب علمي وتجاري لشركة IMB، وأول كمبيوتر مركزي أُنْتِج بكميات كبيرة.

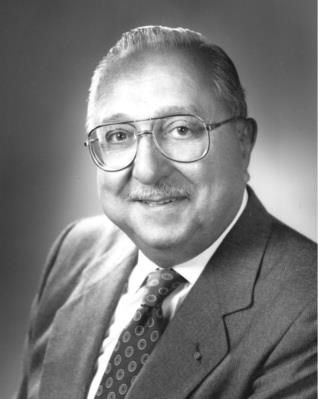
جيرير حداد

## حياته
كان جيريير حداد يعمل مع شركة IBM منذ عام 1945 وكان جزءًا من فريق تطوير IBM 604، جنبا إلى جنب مع ناثانيال روتشستر، وكان المطور الرئيسي لنظام IBM 701، وهو أول كمبيوتر للأغراض العامة للإنتاج الضخم في IBM (وأول كمبيوتر إلكتروني بالكامل في IBM). كان حداد مسؤولاً عن التصميم على مستوى النظام والدائرة وإدارة حوالي 200 مهندس مشارك.
كان نائب الرئيس لتخطيط الموارد البشرية في المجال التقني من عام 1977 حتى تقاعده مع شركة IBM في عام 1981.

## روابط خارجية
- تاريخ IBM 701 في IBM
- جائزة رائد الكمبيوتر عن حداد